# Ханс-Герт Пьотеринг
Ханс-Герт Пьотеринг (на немски: Hans-Gert Pöttering, изписван и като Poettering), е германски политик от консервативния Християндемократически съюз, председател на Европейския парламент от януари 2007 до юни 2009 г.

## Образование и научна кариера
Роден е на 15 септември 1945 г. в Берзенбрюк, Долна Саксония. Завършва средното си образование през 1966 г. и служи 2 години в армията като запасен офицер. Следва право, политология и история в Бонския университет, Женевския университет и в женевския Висш институт за международни изследвания (1968 – 1973). Прави научни специализации в Колумбийския университет, Ню Йорк (1971). Взима докторска степен (1974) и втори държавен изпит по право (1976). Става научен асистент (1976 – 1979), назначен е за лектор в Университета в Оснабрюк (1989), където през 1995 става почетен професор.

## Политическа кариера

### В Германия
Председател е на Съюза на младежите (младежка организация на ХДС) в окръг Оснабрюк (1974 – 1976) и председател на ХДС в Берзенбрюк (1974 – 1980). Избран е за говорител по европейска интеграция на Съюза на младежите в Долна Саксония (1976 – 1980).
Председател на Съюза на Европа (съдружник на Европейското движение) в Долна Саксония (1981 – 1991). Председател на организацията „Europa Union Deutschland“ (1997 – 1999.).
Председател на Християндемократическия съюз в окръг Оснабрюк (от 1990) и член на Председателството и на Комитета по федерално ръководство на Християндемократическия съюз (ХДС).

### Като европейски политик
Член е на Европейския парламент от първите преки избори през 1979 г. (сред 14-те депутати в настоящия парламент, които са били и в първия). Председател на Подкомисията на Европейския парламент по сигурност и разоръжаване (1984 – 1994).
Заместник-председател на Групата на Европейската народна партия / Християндемократи в Европейския парламент (1994 – 1999). Председател на Работната група на ЕНП за Междуправителствената конференция от 1996 г. и на Парламентарната група на ЕНП (1994 – 1996), на която се основава позицията на ЕНП по Договора от Амстердам. Председател на Работната група на ЕНП за разширяването на Европейския съюз и на Парламентарната група на ЕНП (1996 – 1999).
Председател на Групата на ЕНП-ЕД в Европейския парламент от 1999 г. (председател на Групата на Европейската народна партия / Християндемократи и Европейски демократи (ЕНП-ЕД) в Европейския парламент (1999 – 2007). Заместник-председател на Европейската народна партия (ЕНП).

### За наше щастие обединени
Автобиографичната му книга Wir sind zu unserem Glück vereint. Mein europäischer Weg е издадена на български език – За наше щастие обединени. Моят европейски път през 2015 г. Автор на предговора е българският министър-председател Бойко Борисов. При представянето на книгата си през март 2015 г. в София Пьотеринг изразява желанието си събраните средства от нея да отидат за някоя католическа общност в България. Със средства събрани от продажбата на книгата започва разширяване на районната болницата в град Раковски. Новото крило на болницата с детско отделение е открито през ноември 2018 г.